# Cezary Studniak
Cezary Studniak (ur. 13 lutego 1972 w Szczytnie) – polski aktor teatralny, wokalista, reżyser i scenarzysta. Współpracuje z Teatrem Muzycznym Capitol we Wrocławiu.

## Kariera
W 1997 ukończył Studium Wokalno-Aktorskie przy Teatrze Muzycznym im. Danuty Baduszkowej w Gdyni.
Na scenie Teatru im. Stefana Jaracza w Olsztynie zadebiutował w roku 1991, w potrójnej roli (kuglarz, kruk i clown) w sztuce Pinokio według Carlo Collodiego (reż. Jacek Medwecki). Debiutem filmowym aktora była rola w serialu Adam i Ewa.
W latach 1997–2002 występował na scenie Teatru Muzycznego w Gdyni. Od roku 2003 związany z Teatrem Muzycznym Capitol. Dla tej sceny wyreżyserował trzy spektakle: „Mdłość, Mniezłość, Miłość”, „rzecze Budda Chinaski” i „Mury Hebronu”. Występuje wraz z Konradem Imielą i Samborem Dudzińskim w Formacji Chłopięcej Legitymacje.
W 2015 został dyrektorem artystycznym Przeglądu Piosenki Aktorskiej, odbywającego się we Wrocławiu.
Żonaty (żona Małgorzata Fijałkowska-Studniak).

## Filmografia
- 2000–2001: Adam i Ewa (serial)
- 2002: Dzień świra jako hipis na plaży
- 2004–2006: Fala zbrodni jako Rusznikarz (odc. 22), Petarda (odc. 62-72)
- 2007: Nie panikuj! jako Drag Queen
- 2009: Tancerze jako menedżer klubu
- 2010–2011: Licencja na wychowanie jako Marek, szef agencji fotograficznej
- 2012: Czas honoru jako Leon, pracownik przyszpitalnej kostnicy (odc. 54 i 56)
- 2012: Sęp jako Dymitr Krasko „Dusiciel"
- 2013: Głęboka woda jako terapeuta Tomek Skorupski (sezon II, odc. 4)
- 2017: Volta jako guerrillero Fernando
- 2018: Podatek od miłości jako barman
- 2020: Maria nie żyje (film krótkometrażowy) jako mężczyzna G
- 2020: Wyzwanie jako bosman
- 2020: Archiwista jako rzeźbiarz Stanisław Wybraniecki (sezon I, odc. 1)
- 2022: Wotum nieufności jako policjant Tobi
- 2022: Krakowskie potwory jako Rugewit

## Nagrody
- 2000: Nagroda prezydenta Gdyni przyznana z okazji Międzynarodowego Dnia Teatru
- 2004: Nagroda Estrady Dolnośląskiej „Polest” za osiągnięcia estradowe
- 2005: Wrocław – „Złota Iglica” dla aktorów śpiewających (razem z Konradem Imielą i Samborem Dudzińskim) – nagroda zespołowa dla grupy Formacja Chłopięca Legitymacje
- 2011: Gdynia - nagroda publiczności na IV Festiwalu Teatrów Muzycznych